# Beleg van Brussel (1746)
Het Beleg van Brussel tijdens de Oostenrijkse Successieoorlog vond plaats tussen januari en februari 1746. Een Frans leger onder de algemene leiding van Maurits van Saksen, belegerde en veroverde in een gedurfde en innovatieve wintercampagne de stad Brussel, dat toen de hoofdstad van de Oostenrijkse Nederlanden was en door een Oostenrijks garnizoen werd verdedigd.
De Fransen werden aangemoedigd door het feit dat een groot deel van het Pragmatieke leger was gedwongen naar Engeland terug te keren, waar de jakobitische opstand van 1745 was uitgebroken en Bonnie Prince Charlie een overwinning had behaald in de Slag bij Prestonpans. Hierdoor waren er nog maar weinig troepen over om zich actief tegen de Franse troepen te verzetten. Nadat de Fransen twee bressen hadden geslagen in de stadsmuren van Brussel, waren de verdedigers gedwongen om zich over te geven na een beleg van drie weken. De capitulatievoorwaarden werden ondertekend in de nacht van 20 op 21 februari. Op 25 februari kreeg maarschalk Maurits van Saksen bij de Lakensepoort de stadssleutels overhandigd en trok hij de stad binnen.
De gouverneur van de Oostenrijkse Nederlanden, graaf Kaunitz, werd hierdoor gedwongen zich met de Zuid-Nederlandse regering naar Antwerpen terug te trekken en later naar Aken. De belegering had zijn mening over de Oostenrijkse bondgenoten een flinke deuk gegeven, vooral over Groot-Brittannië en de Nederlandse Republiek, die naar zijn mening vrijwel niets hadden gedaan om Brussel tegen de Fransen te beschermen. Een decennium later zou Kaunitz een van de architecten van de Frans-Oostenrijkse alliantie zijn, waarmee Oostenrijk zijn vroegere alliantie met Groot-Brittannië verliet en zich aansloot bij zijn traditionele vijand Frankrijk.
De Fransen grepen de verovering van Brussel aan voor het innemen van nog andere steden en forten in de Nederlanden waaronder Bergen en Namen. Brussel bleef onder Franse bezetting totdat het werd teruggegeven aan de Habsburgers in de Vrede van Aken samen met de rest van de Zuidelijke Nederlanden, hoewel de Fransen pas in januari 1749 effectief de stad verlieten.